# Aalborg (commune)
Pour la ville qui donne son nom à la commune, voir Aalborg.
Aalborg (ou Ålborg) est une commune du Danemark, située dans la région du Jutland du Nord ; c'est également le nom de son chef-lieu, et d'une ancienne commune, fusionnée lors de la réforme communale (voyez plus bas). Elle comptait 223 174 habitants en 2024, pour une superficie de 1 137,30 km2.
La municipalité est située dans la partie orientale du Limfjord, qui sépare l'Himmerland de l'île de Vendsyssel-Thy.

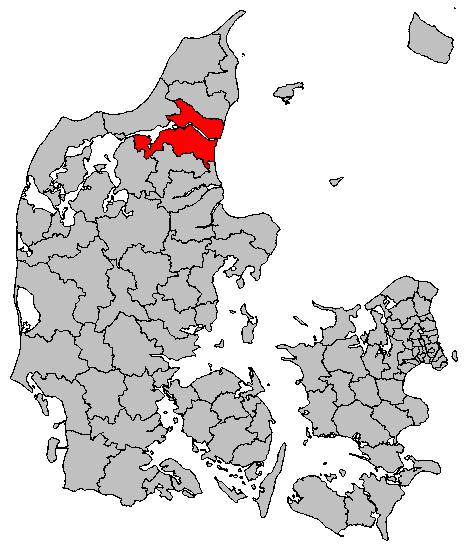
La commune d'Aalborg.

## Création
L'actuelle commune a été formée en 2007, par la fusion de l'ancienne commune homonyme et de celles de Hals, Nibe et Sejlflod.

## Démographie
| Localité    | Population (2024) |
| ----------- | ----------------- |
| Aalborg     | 120 700           |
| Nørresundby | 24 281            |
| Svenstrup   | 7 861             |
| Nibe        | 5 604             |
| Klarup      | 5 328             |
| Vodskov     | 4 838             |
| Gistrup     | 3 694             |
| Storvorde   | 3 478             |
| Frejlev     | 3 191             |
| Vestbjerg   | 2 923             |

## Politique

### Conseil municipal
| Élection | Parti | Parti | Parti | Parti | Parti | Parti | Parti | Parti | Parti | Parti | Parti | Participation | Bourgmestre               |
| Élection | A     | B     | C     | D     | F     | I     | O     | V     | Æ     | Ø     | UP    | Participation | Bourgmestre               |
| -------- | ----- | ----- | ----- | ----- | ----- | ----- | ----- | ----- | ----- | ----- | ----- | ------------- | ------------------------- |
| 2005     | 15    | 2     | 3     |       | 2     |       | 1     | 8     |       |       |       | 64,6 %        | Henning G. Jensen (A)     |
| 2009     | 12    | 1     | 2     |       | 5     |       | 2     | 9     |       |       |       | 60,3 %        | Henning G. Jensen (A)     |
| 2013     | 12    | 2     | 1     |       | 1     | 1     | 2     | 9     |       | 3     |       | 68,40 %       | Thomas Kastrup-Larsen (A) |
| 2017     | 17    | 1     | 1     |       |       |       | 2     | 8     |       | 2     |       | 67,66 %       | Thomas Kastrup-Larsen (A) |
| 2021     | 12    | 2     | 4     | 1     | 2     |       | 1     | 6     |       | 3     |       | 64,61 %       | Thomas Kastrup-Larsen (A) |
| Actuel   | 12    | 2     | 5     |       | 2     |       |       | 4     | 2     | 3     | 1     | 64,61 %       | Lasse Frimand Jensen (A)  |